# Вернер фон Епщайн
Вернер фон Епщайн на немски: Werner von Eppstein; * ок. 1225; † 2 април 1284, Ашафенбург) е от 1259 до 1284 г. курфюрст, архиепископ на Майнц и ерцканцлер на Свещената Римска империя.

## Живот
Син е на Герхард II фон Епщайн и Елизабет фон Насау. Учи в катедралното училище на Майнц. През 1248 г. той е пропст в Майнц, 1249 и 1257 г. в Ашафенбург.
През октомври 1259 г. Вернер фон Епщайн е избран за архиепископ на Майнц. Вернер трябва да отиде до Рим, където е консекриран лично от папа Александер IV. Придружаван е от братовчед му Райнхард I фон Ханау и граф Рудолф фон Хабсбург, на когото Вернер помага да бъде избран на 29 септември 1273 г. за крал. На Коледа 1261 г. той коронова крал Пршемисъл Отокар II от Бохемия и съпругата му Кунигунда Ростиславна.
Вернер фон Епщайн умира на 2 април 1284 г. в Ашафенбург и е погребан в катедралата на Майнц.